# Milan Milutinović
Milan Milutinović (serbisk kyrillisk: Милан Милутиновић) (født 19. december 1942 i Beograd, død
2. juli 2023) var en serbisk diplomat og politiker, der var Serbiens præsident fra 1998 til 2002. Efter hans præsidentperiode udløb, blev han sigtet for krigsforbrydelser, men blev i februar 2009 frikendt for alle anklager ved Det internationale tribunal til pådømmelse af krigsforbrydelser i det tidligere Jugoslavien.
Milutinović er uddannet jurist fra Universitet u Beogradu. Efter at have arbejdet i centraladministrationen, bl.a. som leder af Serbiens nationalbibliotek 1983-1988, blev han i 1989 udnævnt til Jugoslaviens ambassadør i Grækenland, en post han bestred til 1995. Samme år blev han udenrigsminister og i 1998 præsident. Han efterfulgte Slobodan Milošević, som han allerede lærte at kende under studietiden.
Han var en af Miloševićs håndlangere og blev tiltalt for krigsforbrydelser og forbrydelser mod menneskeheden. I 2003 overgav han sig til krigsforbrydertribunalet i Haag, hvor han sad varetægtsfængslet frem til han blev frikendt i 2009. Anklagerne omfattede deportation, drab som forbrydelse mod menneskeheden, drab som brud på krigens love og andre umenneskelige handlinger under Kosovokrigen. Blandt andet blev han anklaget for at have været ansvarlig for massedrabene i Račak, Bela Crkva, Mala Kruša og Velika Kruša, Đakovica, Padalište, Izbica, Vucitrn, Meja, Dubrava, Suva Reka og Kačanik i 1999. 26. februar 2009 blev han frikendt for alle anklager.